# Птицефабрика (район Петрозаводска)

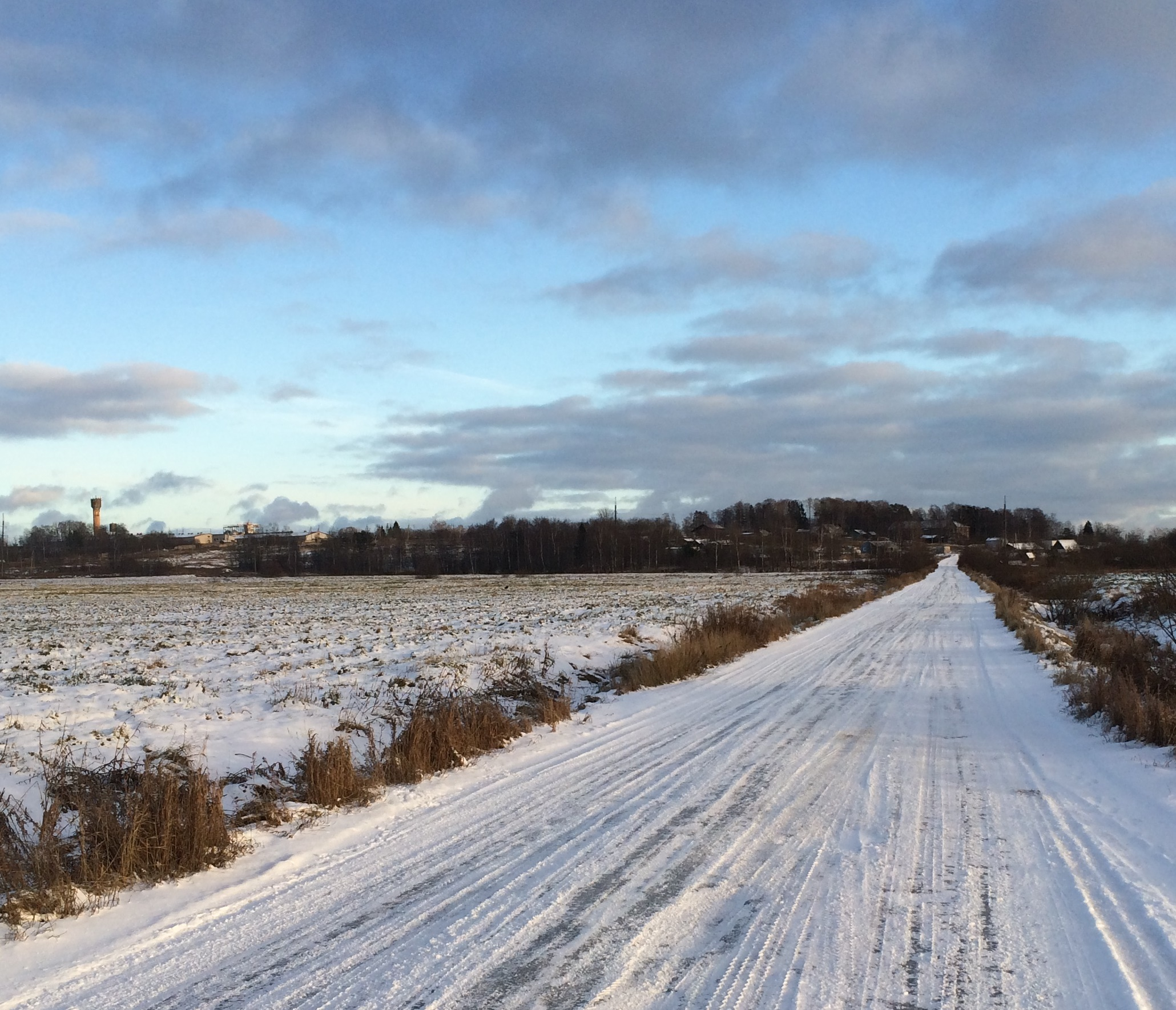

Птицефа́брика (карел. Kanafabriku) — микрорайон, расположенный на юго-востоке Петрозаводска. Название дано по птицефабрике, расположенной в микрорайоне. До ликвидации городского районирования входил в Зарецкий район (с 1946 г. по 1949 г.), с 1972 г. — в Ленинский район.

## Границы
- северная граница — Онежский
- северо-западная граница — Южная Кукковка
- южная граница — южная граница города, с Деревянским сельским поселением
- юго-восточная граница — Южная промзона, восточная граница города вблизи деревни Ужесельга
- западная граница — Южная Кукковка

## История
В 1920-х на месте нынешнего поселка располагались земли совхоза № 2, в усадьбе которого проживали сельхозрабочие, в том числе финны-колонисты. В 1933 г. в населённом пункте Совхоз № 2 проживало 402 человека. С 1940 года совхоз № 2, а с 1946 года его посёлок в административно-хозяйственном отношении были подчинены городу Петрозаводску.
В конце 1940-х годов здесь находилось учебно-опытное хозяйство школы по подготовке колхозных кадров.
Постановлением Совета Министров Карело-Финской ССР № 75 от 15 марта 1956 года на базе подсобного хозяйства Главного Управления промышленности мясных и молочных продуктов при СМ КФССР и бывшего подсобного хозяйства завода п/я 14 была организована Петрозаводская птицефабрика, вокруг центральной фермы которой стал расти посёлок.
- 15 ноября 2004 год — начат процесс передачи земель микрорайона из ведения Прионежского района в ведение Петрозаводского городского округа на основании Закона Республики Карелия «О городских, сельских поселениях в Республике Карелия» № 813 от 1 ноября 2004 года. До этого времени официально земля принадлежала Прионежскому району, хотя сам микрорайон был включён в состав города.
- декабрь 2008 года — при Администрации Петрозаводского городского округа создана специальная Комиссия по упорядочиванию адресов в микрорайоне Птицефабрика. Цель создания Комиссии: присвоить безымянным улицам микрорайона названия.

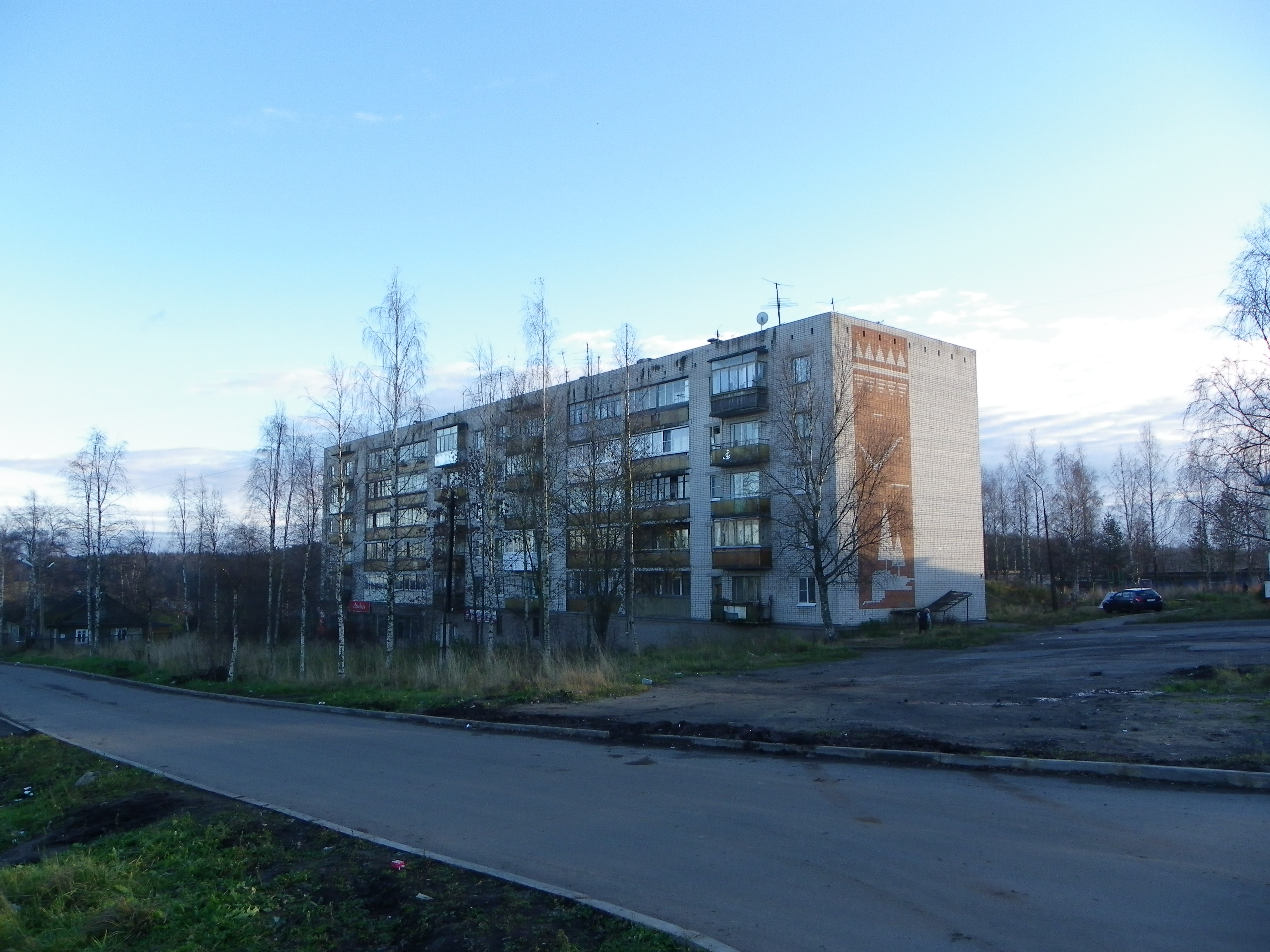
Район Птицефабрика в Петрозаводске

## Улицы
- улица Птицефабрика
- Стеросельгский проезд
- Пайский проезд
- Круглая улица
- Долгая улица
- улица Южная Промзона
- Уваровская улица
- Удежский проезд
- Афонинский переулок
- Нёлуксинская улица
- Рядовой проезд
- Гладкий проезд
- Удежская площадь
- парк Удега

## Водные объекты
- река Сельгская Речка

## Образование
Имеется основная общеобразовательная школа № 19.

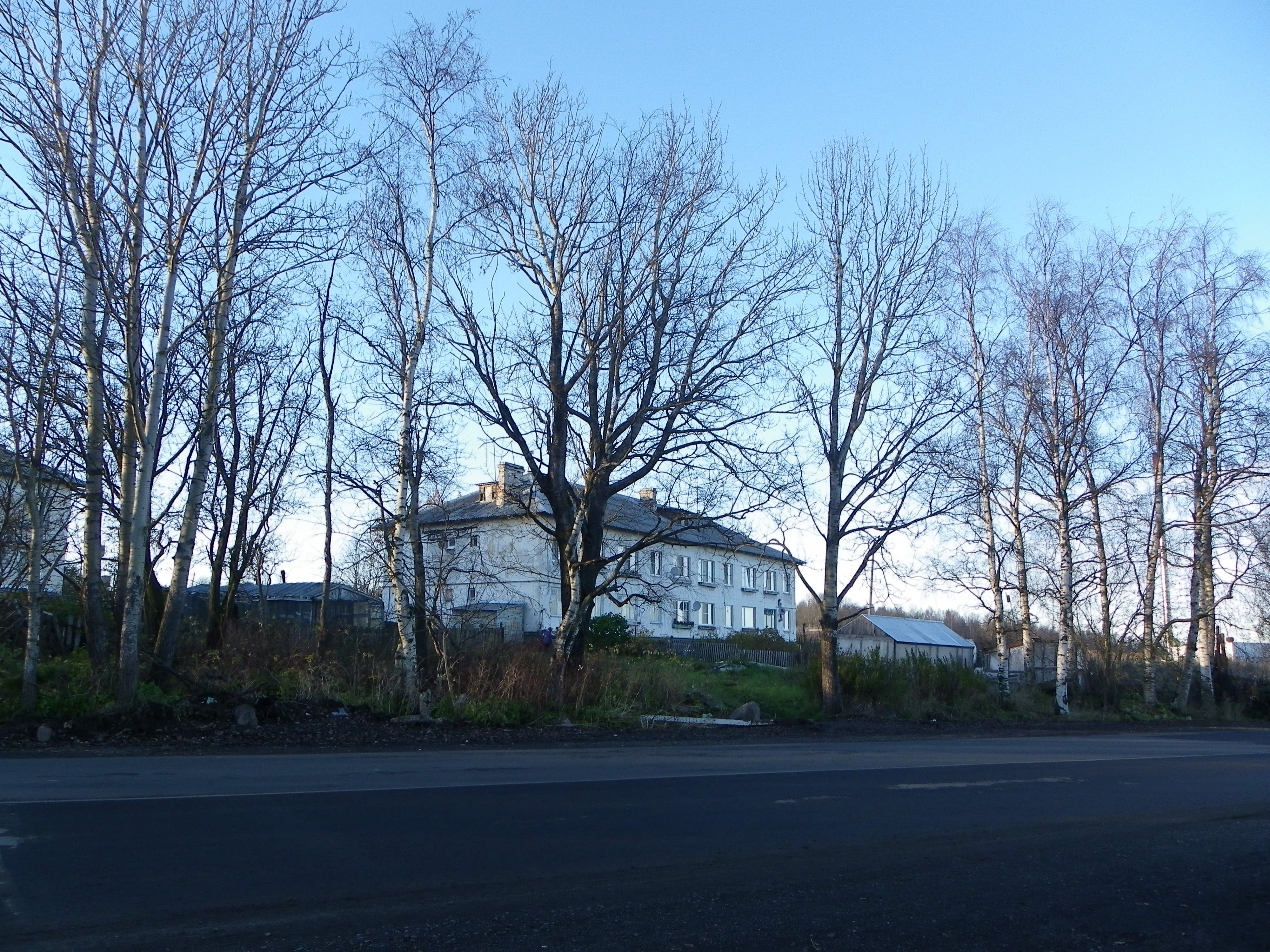
Дом в районе Птицефабрика в Петрозаводске

## Транспорт
Транспортное сообщение с районом существует с 1949 года, когда был организован автобусный маршрут № 11 Площадь Антикайнена — деревня Ужесельга. В дальнейшем, с середины 1960-х годов связь с микрорайоном осуществляет маршрут № 5, который в 2012 году связывает Птицефабрику с центром города и Сулажгорой.
В настоящее время, Птицефабрику все еще обслуживает 1 автобусный маршрут:
- № 5 «Сулажгорская улица — Птицефабрика»[2].

Также, в рамках перезагрузки транспортной системы Г. Петрозаводска началась разработка нового муниципального маршрута, который соединит Сулажгору и Птицефабрику.